# Holger M. Pohl
Holger M. Pohl (* 16. Januar 1959 in Großgartach; † 27. Januar 2022) war ein deutscher Autor von Phantastik und Kolumnist.

## Leben
Pohl begann nach dem Wehrdienst zunächst ein Studium der Luft- und Raumfahrttechnik und später Maschinenbau. Beide Studiengänge schloss er nicht ab. Er war als Außendienstmitarbeiter einer Versicherungsgesellschaft und eines Textil-Leasing-Unternehmens tätig. Zuletzt arbeitete er als Teamleiter im Kundendienst eines Direktmarketing-Unternehmens.
Er schrieb seit 1976, bekannt wurde er jedoch zunächst als regelmäßiger Kolumnist des Internetportals Fantasyguide. Sein erster Roman erschien 2014 in der Serie Rettungskreuzer Ikarus, es folgten ein erster eigenständiger Fantasy-Roman zum ARKLAND und Beiträge zu Die neunte Expansion.
Im März 2021 erschien „Die Leiden des jungen Verlegers“ im Verlag Torsten Low, ein humorvoller Fantasy-Roman, der sich mit der Welt des Schreibens beschäftigt.
Pohl starb am 27. Januar 2022.

## Werke

### Rettungskreuzer IKARUS
- Im Schatten des Mondes, Rettungskreuzer Ikarus 57, Atlantis Verlag, 2014, ISBN 978-3-86402-211-1
- Welt am Faden, Rettungskreuzer Ikarus 58, Atlantis Verlag, 2015, ISBN 978-3-86402-230-2
- Generalprobe, Rettungskreuzer Ikarus 59, Atlantis Verlag, 2015, ISBN 978-3-86402-256-2
- Steinalgenpest, Rettungskreuzer Ikarus 68, Atlantis Verlag, 2017, ISBN 978-3-86402-525-9
- Der Clanhändler-Codex, Rettungskreuzer Ikarus 69, Atlantis Verlag, 2017, ISBN 978-3-86402-556-3
- Kopfgeld, Rettungskreuzer Ikarus 70, Atlantis Verlag, 2018, ISBN 978-3-86402-563-1
- Dreißig Minuten, Rettungskreuzer Ikarus 77, Atlantis Verlag, 2019, ISBN 978-3-86402-691-1
- Die Seelenlosen, Rettungskreuzer Ikarus 78, Atlantis Verlag, 2020, ISBN 978-3-86402-711-6
- Der Boomium-Plan, Rettungskreuzer Ikarus 79, Atlantis Verlag, 2020, ISBN 978-3-86402-739-0
- An den Horizont, Rettungskreuzer Ikarus 80, Atlantis Verlag, 2021, ISBN 978-3-86402-762-8

### ARKLAND-Romane
ARKLAND-Tetralogie
- Aufbruch ins Gestern, Arkland 1, Verlag Torsten Low, 2015, ISBN 978-3-940036-29-2
- Wanderung im Heute, Arkland 2, Verlag Torsten Low, 2017, ISBN 978-3-940036-43-8
- Ankunft im Morgen, Arkland 3, Verlag Torsten Low, 2019, ISBN 978-3-940036-53-7

### Die neunte Expansion
Romane der Hauptreihe
- Fünf für die Freiheit, D9E-8, Wurdack-Verlag, 2015, ISBN 978-3-95556-017-1
- Im Schatten der Hondh, D9E-12, Wurdack-Verlag, 2016, ISBN 978-3-95556-021-8
- Mengerbeben, D9E-16, Wurdack-Verlag, 2017, ISBN 978-3-95556-125-3
- Jene, die sich nicht beherrschen lassen, D9E-18 Wurdack-Verlag, 2018, ISBN 978-3-95556-127-7
- Ein uralter Plan, D9E-21 Wurdack-Verlag, 2019, ISBN 978-3-95556-130-7
- Parasit, D9E-24 Wurdack-Verlag, 2020, ISBN 978-3-95556-133-8

### Verlegerleiden
- Die Leiden des jungen Verlegers, Verlag Torsten Low, 2021, ISBN 978-3-96629-166-8